# Balasagun

Balasagun je bil  starodavno sogdijsko mesto v Čujski dolini  med Biškekom in jezerom Isik Kul v sedanjem Kirgizistanu. Ustanovili so ga Sogdijci, ljudstvo iranskega porekla. Sogdijski jezik se je v mestu govoril vse do 11. stoletja.
Od 10. stoletja do začetka 12. stoletja je bil prestolnica Karakanidskega in nato Karakitajskega kanata. Leta 1218 so ga osvojili Mongoli in ga preimenovali v Gobalik – Lepo mesto. 
Balasaguna se ne sme zamenjati s Karabalgasunom v Mongoliji, ki je bil prestolnica Ujgurskega kaganata.
Mesto je bilo ustanovljeno v 9. stoletju in je kot glavno politično in gospodarsko središče Čujske doline kmalu  izpodrinilo Sujab. Njegova  blaginja se je po mongolski osvojitvi  zmanjšala. Domneva se, da je bil v 11. stoletju  v mestu rojen Pesnik Jusuf Ima Hadžib, znan po hvalnici Kutadgu Bilig. V mestu je živelo veliko krščanskih nestorijanov.  Eno od njihovih pokopališč je bilo v rabi še v 14. stoletju. Od 14. stoletja je Balasagun vas z obilo ruševin 12 km jugovzhodno od Tokmoka. 
Burana na robu Tokmoka in 6 km od sedanje vasi Balasagun je bila nekoč zahodni del starodavnega mesta. V njej je Buranski stolp in polje človeku podobnih kamnitih stel – bal-balov. Buranski stolp je porušen  minaret, zgrajen v 11. stoletju. Visok je 24 m, ko je bil zgrajen pa je meril 46 m. Poškodovali so ga predvsem potresi v preteklih stoletjih. Stolp v sedanjem stanju je rezultat obširne obnove v 1970. letih.

## Sklica
1. ↑  Barthold, W. Balāsāg̲h̲ūn or Balāsaḳūn. Encyclopaedia of Islam. Uredniki: P. Bearman , Th. Bianquis , C.E. Bosworth , E. van Donzel and W.P. Heinrichs. Brill, 2008. Brill Online. Universitetsbibliotek Leiden,  marec 2008.
2. ↑  Klein W. Das nestorianische Christentum an den Handelswegen durch Kyrgyzstan bis zum 14 Jh. Silk Road Studies III, Brepolis, 2000.